# Reverzibilis számítás
A reverzibilis számítás egy számítási modell. Egy folyamatot fizikailag reverzibilisnek tekintünk, ha nem növeli a fizikai entrópiát. Az ezt teljesítő áramköröket töltés-helyreállító logikának vagy adiabatikus logikának is nevezik.
Ennek alapján elvileg energiaveszteség nélküli számítógép is létrehozható. Ennek az a feltétele, hogy mind a számítógépet alkotó kapuk, mind pedig az általuk elvégzendő műveletek reverzibilisek legyenek.
Ezzel szemben áll az irreverzibilis számítás, amelynél a kimenetből nem lehet egyértelműen rekonstruálni a bemenet értékét.

## Reverzibilis áramkörök
A logikai kapuk közül az inverter reverzibilis, mivel a kimenetből egyértelműen meghatározható a bemenet. A XOR kapu nem reverzibilis, de van egy reverzibilis változata, a vezérelt-NEM kapu.